# 贝尔温夫雷
贝尔温夫雷，是西班牙卡斯蒂利亚-莱昂布尔戈斯省的一个市镇。总面积10平方公里，总人口75人（2001年），人口密度8人/平方公里。